# 東海道線 (JR東日本)
東海道線（日语：／ Tōkaidō sen */?）
此項目是指日本東海道本線之內由東日本旅客鐵道（JR東日本）所轄、由東京都千代田區東京站起至靜岡縣熱海市熱海站為止的路段，此處主要記述以運行中距離旅客列車（所謂湘南電車）為中心的運行系統。

## 概要
它从东京向西南延伸至热海，途经横滨市、藤泽市、茅崎市、平塚市、小田原市以及神奈川县太平洋（相模湾）一侧的其他城市。
线路颜色以橙色（■）为主，橙色是车身侧面颜色的一部分，俗称 “湘南色”。 该线路由日本国有铁道（JNR）运营时，乘客信息中会使用 “湘南电车 ”一词来指代该路段的普通列车。 车站编号中使用的线路符号是 JT。
新桥站至横滨站（指现在的樱木町站）之间的线路于 1872 年开通，是日本第一条铁路线。京滨东北线在东京站和横滨站之间与本线平行，京滨东北线的列车主要在这一段的每个车站停靠，而这一区间内本线运行的列车则承担着快速列车的角色，包括普通列车也是如此。在品川站和横滨站之间，该线路与京急本线也存在并行，因此与京急本线形成竞争关系。该线的部分列车还会进入东海旅客铁道（JR 东海）管辖的东海道线区间并直达沼津站。除了作为从沿线城市到东京市中心的通勤路线外，还有特急列车 “舞女”和“蓝宝石舞女”经由本线，从东京和横滨直通伊豆半岛的伊东线和伊豆急行线。此外，还运行着前往中国和四国地区的 “日出濑户・出云 ”卧铺特急列车，这也是目前 JR 线路中唯一的定期夜行卧铺列车。
进入 21 世纪后，通过构建新的运行系统，湘南新宿线于 2001 年开设了本线经由新宿站来往直通高崎线的列车，上野东京线于 2015 年开通了本线与东北本线（宇都宫线）、高崎线和常磐线的直通列车，可从从东京直达北关东地区。(常磐线系统的上野东京线列车到品川站为止）

## 路線資料
※詳細路線圖請參考：東海道線 (JR東日本)RDT
以東京－熱海的列車線為準（旅客線），東海道貨物線除外。
- 管轄（事業類別）：東日本旅客鐵道（第一種鐵道事業者）
  - 東京站－品川站間：東京支社（日语：東日本旅客鉄道東京支社）
  - 川崎站－熱海站間：橫濱支社（日语：東日本旅客鉄道横浜支社）
- 路段（營業距離）：東京站－熱海站間 104.6公里
- 軌距：1067毫米
- 站數：21個
- 複線路段：全線（東京站－小田原站間為四線）
- 電氣化路段：全線（直流電1500V）
- 閉塞方式：（複線）自動閉塞式
- 保安裝置：ATS-P
- 最高速度
  - 東京站－戶塚站間 110公里/小時
  - 戶塚站－小田原站間 120公里/小時
  - 小田原站－熱海站間 110公里/小時
- 運轉指令所（日语：運転指令所）：
  - 東京站－熱海站間 東京綜合指令室
  - 熱海站－來宮站間[# 3] 熱海CTC
- 列車運行管理系統（日语：列車運行管理システム）：
  - 東京站－湯河原站間 東京圈輸送管理系統（ATOS）
- 大都市近郊區間：全線（東京近郊區間）
- 電車特定區間（日语：電車特定区間）：東京站－大船站間
- IC乘車卡對應路段：全線（Suica首都圈地域）[4]
- 直通運行：上野東京線、宇都宮線、高崎線、常磐線、湘南·新宿線、東海道本線（三島、沼津方面）、伊東線（伊東方面）

## 運行形態

運轉系統圖

東海道線東京站和熱海站之間的營運模式詳情如下（截至2021年3月13日的时刻表修订）。
在過去，大部分的列車都往返東京站，但從2001年12月1日的修訂開始，湘南新宿線開始途經横須賀線及山手貨物線新宿站直接開往高崎線。2015年3月14日的修訂開始，宇都宮線・高崎線・常磐線的始發站上野站與東京站新設了列車線，上野東京線開始運行並直通運行至上述3條路線。
東海道線列車於東京站 - 大船站之間會行駛專用的複線線路（列車線）。此段線路的停車站數量相比並行的山手線・京濱東北線及横須賀線較少，因此有效地承担了快速运输的作用。湘南新宿線則會由山手貨物線 大崎站途經連絡線（大崎支線）接駁至横須賀線的路線然後前往戶塚站。在這線路上，東海道線・高崎線直通列車只停横濱站和武藏小杉站。此外，由於東京站 - 小田原站間貨物列車會使用獨立的東海道貨物線，不會影響客運服務，使得旅客列車能以高頻率運行。
另一方面，倘若川崎站附近發生人身事故，導致品川站 - 川崎站（ - 鶴見站 ）- 横濱站間中斷服務，東海道線系統列車會改經品鶴線，臨時停靠武藏小杉站。而當横須賀線系統暫停服務，東海道線系統列車將會改經横須賀線線路，臨時加停保土谷站・東戶塚站。

### 时刻表概要
上野東京線及往返東京站（南向）的東海道列車線主要為各站停車的“普通”列車。湘南新宿線的特別快速及快速2類別亦會駛入東海道線。除了早晚時段往返東京站的部分列車以外，大部分列車會途經上野站或新宿站直通至宇都宮線・高崎線，前往赤羽・浦和・大宮方向。東海道線（鶴見站 - ）横濱站 - 大船站間及宇都宮線赤羽站 - 大宮站間則基本上是個一體化的運輸系統。
平日早上繁忙時間，上行列車（東京・新宿方向）的上野東京線普通及湘南新宿線快速的班次間隔最頻密可達2分30秒，下行班次則介乎7 - 10分鐘。
在日間，除了特急列車外，東京站不設始發・終到列車，上野東京線（常磐線直通除外）每小時營運6班普通列車。各有3班列車分別直通至宇都宮線・高崎線。至現時，下行列車班次仍然維持自1986年3月3日起改點以來每10分鐘一班。而上行列車由2015年3月14日改點起，每10分鐘亦會有列車到達東京。湘南新宿線每小時亦有特別快速及快速各一班。合計起來，東海道列車線上除了特急，日間每小時班次分別為:東京站 - 横濱站 - 戶塚站間 6班、戶塚站 - 平塚站間 8班、平塚站 - 國府津站 - 小田原站間 5班、小田原站 - 熱海站間 3班。
於横濱站 - 戶塚站 - 大船站間，每小時有14 - 15班車運行（特急列車除外），當中包括湘南新宿線高崎線 - 東海道線系統（毎小時2班），停靠保土谷站・東戶塚站的横須賀線（毎小時6班）及湘南新宿線宇都宮線 - 横須賀線系統（毎小時2班）。另外，乘客可在戶塚站跨月台轉乘，但是在尾班車時段，則較少考慮轉車的安排。
傍晚之後，上野東京線（常磐線直通除外）每小時約有6班車，高峰時段（18時）班次會更頻密。湘南新宿線快速則每小時營運2班車。而在23時後，上野東京線往東京方向列車只會以東京站或品川站為終點站。
東海道線並不會於除夕實行通宵服務。作為替代，東京站 - 川崎站 - 横濱站間的京濱東北線，品川站 - 武蔵小杉站 - 横濱站 - 大船站的横須賀線及湘南新宿線 宇都宮線會運行直通列車。

### 優等列車
每天共有5趟來回的特急「踊子」「Saphir 踊子」列車，往返東京都心及伊豆半島。由東京出發的列車會在 9 至 13 時的 00 分開出。另設有往返新宿的臨時列車。
為服務湘南地區的通勤乘客，於早晚繁忙時間會運行特急「湘南」。本列車全部都不停横濱站，部分列車更因途徑東海道貨物線横浜羽沢駅（貨物站）而不會駛經横濱站。而採用貨物線的列車，於藤澤站及茅崎站停靠時，會使用貨物線上的「湘南」專用月台。
另外，常磐線特急「常陸」・「常磐」大部分列車亦會途經上野東京線・東海道線開往品川站。
夜行列車方面，途經岡山前往四国・山陰方向的寢台特急“日出濑户・出云 ”每天運行1來回班次。
此外，在繁忙时段还运行以下临时列车。
特急 “镰仓”（途经武藏野线。在鹤见站转入客运线行驶，在户塚站换转入横须贺线行驶）

特急 “あたみ”(经由武藏野线，在鹤见站和小田原站之间经由货运线）

特急 “鬼怒川”（延长运行）

特急 “草津·四万”（延长运行）

有关停靠站等详情，请参阅各列车文章。

### 上野東京線・往返東京站的列車
以下介紹普通及快速列車的詳情。
現時，全部往返東京及品川站的日間全列車都會经过東京站 - 上野站間的上野東京線，直通上野站 - 大宮站以北的宇都宮線・高崎線。在东京站始发和终到的普通列车仅限于早上 5 点和 6 点的下行普通列车以及 23 点的上行和下行普通列车。 此外，随着快速列车“Acty ”的停运（见下文），来往东京站方向的东海道线内快速运转的列车已不复存在。（请注意，这里指的是来往东京的列车，而湘南新宿线系统还有特别快速列车在东海道线内快速运转。）

#### 普通
停靠东海道线（列车线）轨道上所有设有站台的车站；E233 系列车运行班次时，列车种别的标示颜色会采用绿色。 除了清晨从东京和品川出发的下行列车，以及 23:00 后从东京站出发的列车（包括前往品川的上行列车）外，其他列车要么前往上野站，要么与宇都宫线和高崎线直通运行。 有仅限早上的上行列车（北行），分别为宇都宫线的快速“Rabbit”列车和高崎线的快速“Urban”列车运行。
白天时段，列车基本上在宇都宫线（宇都宫站、小金井站、古河站）・高崎线（高崎站、笼原站） - 东京站 - 平塚站・小田原站・热海站之间运行。 有些列车会经由高崎线的高崎站直通进入上越线的经由新前桥站到达两毛线的前桥站。 有些列车曾途经宇都宫线的宇都宫站往返于氏家站和黑矶站，但在 2022 年 3 月的时刻表修订中取消了这些列车。
白天时段以外，有从上野・东京方向开往国府津站的区间列车、每天 5 个往返班次的越过热海站继续开往伊东线伊东站的列车，以及每天 9 个往返班次从东京站（大部分从上野方向）直通进入东海旅客铁道（JR 东海）管辖范围内并来往东海道线沼津站的列车。
平日的早高峰时段，二宫站和辻堂站各有一班始发列车，每天早晚还有始发或终到于上野站的东海道线列车、自宇都宫线和高崎线内开往品川站的列车，平日早上还有一班自高崎线内开往大船站的列车。 早上，有两班从平塚开往热海的下行列车和一班从沼津开往小田原站的上行列车，以及一班 23点时段 从热海开往国府津的区间列车（是热海上行方向的末班车）。 其中，从平塚发车的下行区间列车只使用 5节车厢编组的列车，没有绿色车厢。
东京站和热海站之间的行车时间根据列车的不同，白天约为 100-120 分钟，高峰时段约为 110-120 分钟。

#### 常磐線直通列車
在東京站和品川站之間，途經上野站直通至常磐線（快速）的列車亦會在東海道線軌道上運行。从 06:00 到 23:00 左右，全天都有直达土浦的中距离列车（小部分直达水户），白天每小时三班列车。 大部分列车都是普通列车，但在一天中的某些时段也有特别快速列车。 在早晨、傍晚和夜间，每小时有一到两班普通列车。早上的上行和傍晚之后，还有经由取手站和我孙子站直通往返成田线成田站的快速列车。 这些列车都会在东京站、新桥站和品川站停车。

### 湘南新宿線
湘南新宿線的的列車當中，分別有快速及特別快速兩種類會駛入東海道線，並會直通至高崎線。於西大井站 - 戶塚站間，列車雖然會途經横須賀線的路軌，但不會停靠西大井・新川崎・保土谷・東戶塚共4個車站。最高行車速度為120km/h。全部列車在小田原站 - 笼原站之间，皆以15輛編組行駛。

#### 特別快速
从 2004 年 10 月 16 日修订的时刻表开始运行。在东海道线上，它与快速“Acty”列车停靠在同一站点；当由 E233 系列车运行时，其列车种别的标示颜色为蓝色。
在东海道线内，白天每小时有一班列车运行。 除了从平塚出发的首班北行列车外，所有列车都在高崎线高崎站 - 新宿站 - 小田原站之间运行。除少数情况外，南行列车在平塚站，北行列车在大船站（部分在平塚站）与上野东京线的普通列车进行缓急接续。 至于北行列车，与之接续的普通列车是直通宇都宫线的列车。此外，部分北行列车在小田原站与前往热海方向的普通列车连接。

#### 快速
自 2001 年 12 月 1 日湘南新宿线投入运营以来，这种列车一直在运行。使用 E233 系列车运行时，列车的种别标示颜色为橙色。这种 “快速 ”列车，是与在保土谷・東戶塚停车的横须贺线・总武快速列车以及湘南新宿线横须贺线・宇都宫线直通系统的普通列车相对应的快速列车，在横滨以西的停车站情况则与东海道线内的普通列车相同。在东海道线上，南行列车自户塚站起，直到终点站都会标示为“普通”列车，而北行列车从始发站至大崎站之间会标示为“快速 ”列车。白天时段，高崎线笼原站 - 新宿站 - 平塚站（部分班次为国府津站）之间每小时一班列车。在没有特别快速列车的早晨和傍晚，也有往返国府津站和小田原站的列车，列车数量增加到每小时两到三班。

### 白天时段每小时班次数量
在白天时段（上午 10 点至下午 2 点），东海道线每小时的列车数量按直达线路和始发/到达站划分。上野东京线普通列车（途经东京站）中，常磐线（快速）系统直通且往返品川的列车，每小时有3班；宇都宫线直通且往返平塚站的列车，每小时有 2 班；高崎线直通且往返小田原站的列车，每小时有 1 班；高崎线或宇都宫线直通，且往返热海站的列车，每小时有 3 班。 在湘南新宿线系统内，每小时有一班特别快速列车（小田原站 - 户塚站之间为东海道线）往返于小田原站和高崎站，每小时还有一班快速列车（在东海道线各站停靠）往返于平塚站和笼原站。
直达区间的终到站和始发站的括号“（ ）”内的南北符号表示列车主要只在该方向运行。
| 系统                  | 种类                  | 直通运行区间 （上野方向）                             | 東京  | …     | 品    | 川    | …     | 横    | 滨      | 户      | 塚    | …     | 平    | 塚    | …     | 小    | 田    | 原    | …     | 热海  | 直通运行区间 （热海以西）                 |
| --------------------- | --------------------- | ----------------------------------------------------- | ----- | ----- | ----- | ----- | ----- | ----- | ------- | ------- | ----- | ----- | ----- | ----- | ----- | ----- | ----- | ----- | ----- | ----- | ----------------------------------------- |
| 上野東京线            | 普通                  | 常磐线 水户・土浦                                     | 3班   | 3班   | 3班   |       |       |       |         |         |       |       |       |       |       |       |       |       |       |       |                                           |
| 上野東京线            | 普通                  | 宇都宫线 宇都宫・古河                                 | 2班   | 2班   | 2班   | 2班   | 2班   | 2班   | 2班     | 2班     | 2班   | 2班   | 2班   |       |       |       |       |       |       |       |                                           |
| 上野東京线            | 普通                  | 高崎线 高崎（南）・笼原（北）                         | 1班   | 1班   | 1班   | 1班   | 1班   | 1班   | 1班     | 1班     | 1班   | 1班   | 1班   | 1班   | 1班   | 1班   | 1班   |       |       |       |                                           |
| 上野東京线            | 普通                  | 高崎线 高崎・笼原（南） 宇都宮线 宇都宮（北）・小金井 | 3本班 | 3本班 | 3本班 | 3本班 | 3本班 | 3本班 | 3本班   | 3本班   | 3本班 | 3本班 | 3本班 | 3本班 | 3本班 | 3本班 | 3本班 | 3本班 | 3本班 | 3本班 |                                           |
| 湘南新宿线            | 快速                  | 高崎线 笼原                                           |       |       |       |       |       |       | [ # 9 ] | [ # 9 ] | 1班   | 1班   | 1班   |       |       |       |       |       |       |       |                                           |
| 湘南新宿线            | 特別快速              | 高崎線 高崎                                           |       |       |       |       |       |       | [ # 9 ] | [ # 9 ] | 1班   | 1班   | 1班   | 1班   | 1班   | 1班   | 1班   |       |       |       |                                           |
| 特急“常陆” 特急“常磐” | 特急“常陆” 特急“常磐” | 常磐线 胜田 磐城                                      | 1班   | 1班   | 1班   |       |       |       |         |         |       |       |       |       |       |       |       |       |       |       |                                           |
| 特急“舞女”            | 特急“舞女”            | （東京始发终到）                                      | 1班   | 1班   | 1班   | 1班   | 1班   | 1班   | 1班     | 1班     | 1班   | 1班   | 1班   | 1班   | 1班   | 1班   | 1班   | 1班   | 1班   | 1班   | 伊豆急行線 伊豆急下田 伊豆箱根鉄道 修善寺 |
| 特急“蓝宝石舞女”      | 特急“蓝宝石舞女”      | （東京始发终到）                                      | 0-1班 | 0-1班 | 0-1班 | 0-1班 | 0-1班 | 0-1班 | 0-1班   | 0-1班   | 0-1班 | 0-1班 | 0-1班 | 0-1班 | 0-1班 | 0-1班 | 0-1班 | 0-1班 | 0-1班 | 0-1班 | 伊豆急行線 伊豆急下田                     |
| 非優等列車 站間数量   | 非優等列車 站間数量   | 各站停车列车数量                                      | 9班   | 9班   | 9班   | 6班   | 6班   | 6班   | 6班     | 6班     | 7班   | 7班   | 7班   | 4班   | 4班   | 4班   | 4班   | 3班   | 3班   | 3班   |                                           |
| 非優等列車 站間数量   | 非優等列車 站間数量   | 合計数量                                              | 9班   | 9班   | 9班   | 6班   | 6班   | 6班   | 6班     | 6班     | 8班   | 8班   | 8班   | 5班   | 5班   | 5班   | 5班   | 3班   | 3班   | 3班   |                                           |
| 车站                  | 车站                  | 车站                                                  | 東京  | …     | 品    | 川    | …     | 横    | 滨      | 户      | 塚    | …     | 平    | 塚    | …     | 小    | 田    | 原    | …     | 热海  | 直通运行区間 （热海以西）                 |

### 過去的列車

#### 通勤 Liner

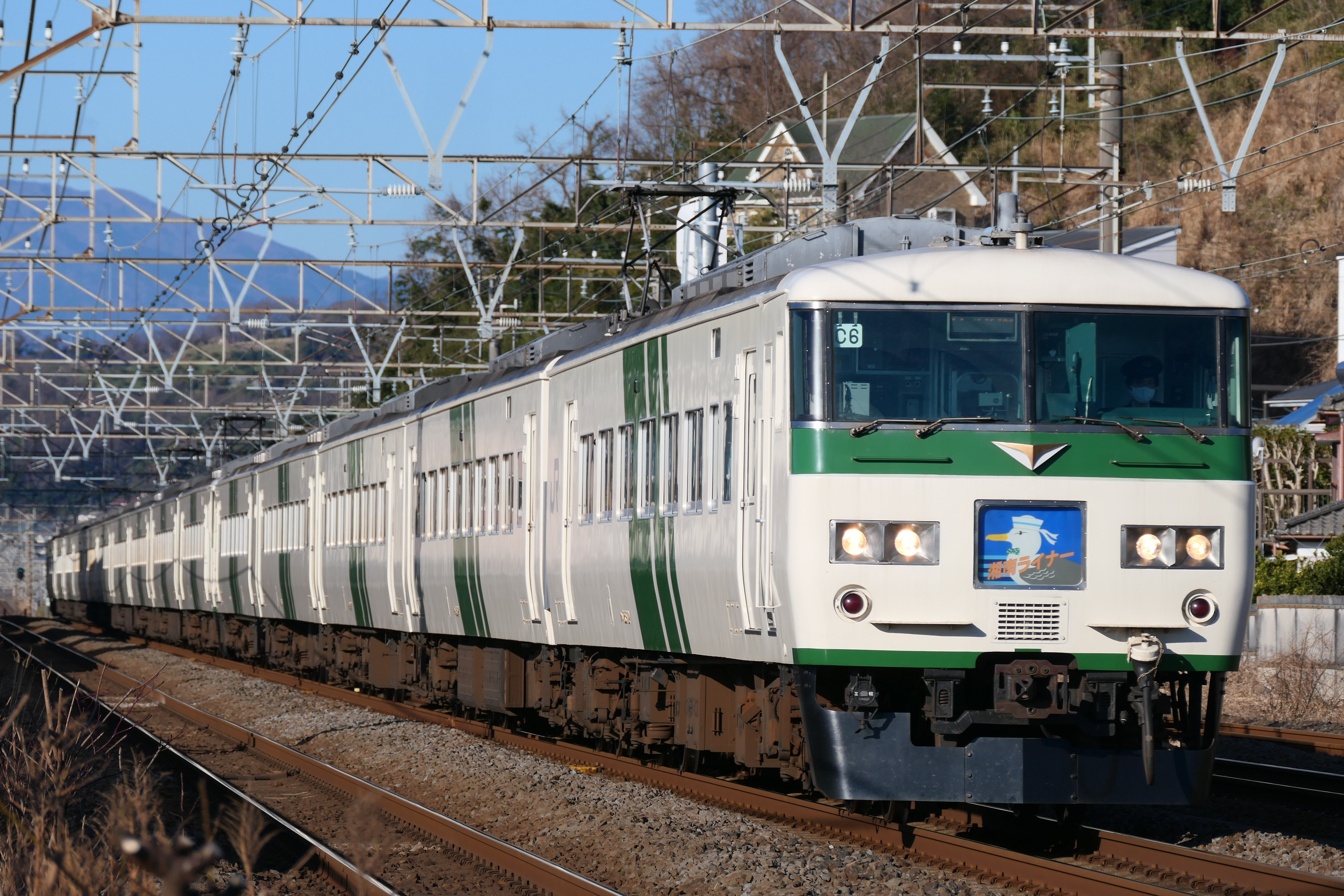
湘南 Liner

為通勤時間帶行駛的座位保證制列車，由1986年11月1日開始營運。營運區間介乎東京站／新宿站 - 小田原站之間。
列車於早上只開往東京／新宿的上行方向，晚上則只往小田原的下行方向。列車名方面，來往東京站的班次全部稱為「湘南 Liner」,往返新宿站的班次最初則稱作「湘南新宿 Liner」，後分別改稱「早安 Liner 新宿」（早）及「Home Liner 小田原」（晚）。與現時的特急「湘南」相同，所有全列車皆不停横濱站。
2014年3月17日起，下行列車開始於大船站或藤澤站起作為快速列車營運，無需額外收費。唯停車站並無改變，因此與通勤快速和快速「Acty」的停車站不同，途經旅客線的列車會停靠辻堂站・二宮站（部分）（通勤快速及快速「Acty」通過），而途經貨物線的班次則不停大船站・平塚站・国府津站（通勤快速及快速「Acty」停靠）。
2021年3月13日時刻表修訂，本列車結束服務。

#### 通勤快速
為平日夜間由東京單向開往小田原的下行快速列車，由1990年3月10日服務至2021年3月12日。以E233系運行時，種別色為紫色。通勤快速重現的主要原因，是回應1989年3月11日改點後登場的快速「Acty」未能有效疏導乘客，反而令到更加擠擁而致。相對於快速「Acty」停車站，本列車不停川崎站・横濱站・戶塚站，以便利遠距離通勤者的需要，其餘停車站則一樣。即使在上野东京线开通后，从东京始发的通勤快速列车仍在运营。周六和周日没有通勤快速列车服务，在这些时间段运营快速“Acty”。
服務初期，每天設有4班列車，分別於19時至22時的50分由東京站開出。2009年3月14日起，22：50的班次取消，剩餘3班車。所有列車由東京站10號月台開出，於大船站與先行的普通列車接駁。東京站 - 小田原站間的行車時間介乎70-73分鐘，比快速「Acty」日間下行班次快2-5分鐘。
2021年3月13日時刻表修訂，本列車結束服務。

#### 快速「Acty」
由2021年3月13日改點起，於夜間由東京前往小田原的下行快速列車，每天運行2班。由E233系營運時，種別顏色為橙色。為替代停運的通勤快速，平日亦會行駛，但是不再直通至東京以北路段。
起初從1989年3月11日修訂時刻表的時候，快速「Acty」於日間主要往來東京站 - 熱海站間。於平日，列車會停靠藤澤站・茅崎站・平塚站・真鶴站，於假日則會通過。與此同時，由於快速「Acty」提供了替代的服務，L特急「踊子」開始縮減停靠的車站。
服務初期，列車的通過站包括戶塚站・辻堂站・大磯站・二宮站・鴨宮站・早川站・根府川站共7個車站。1998年3月14日起，部分列車開始停靠早川站及根府川站，然後在2004年10月16日更變成所有列車停站，以統一小田原站 - 熱海站間為各站停車。自2007年3月18日，為便利與横須賀線・湘南新宿線的轉乘及湘南新宿線特別快速全部列車開始停靠戶塚站，本列車於東京站 - 藤澤站間開始各站停車，通過站改為辻堂站・大磯站・二宮站・鴨宮站共4站。
2021年3月12日前，運行班次為每小時一班。於平日，下行列車會於8 - 16時由東京開出，上行則於11 - 23時抵達東京。服務初期，東京站的下行發車時刻為毎小時的40分，後改為37分。而上行列車則於毎小時的10分前後由熱海站開出。上野東京線開業後，除了以東京為終站的以外，列車會直通至宇都宮線，並於宇都宮線内作為普通列車行駛。雖然列車主要於宇都宮線（宇都宮站・小金井站） - 熱海站間，但平日分別亦有上午由上野始発、下午終到小田原、夜間前往東京的列車。假日的早晚亦有于東京站／小田原站始发终到 以及于古河站终到的列車。
周六和节假日时，除白天时段外，19:00 至 21:00 之间从东京开出的下行列车会替代平日的通勤快速列车。这些 “Acty”列车过去与通勤快速列车一样，每 50 分钟从东京站发车一次，但在 2007 年 3 月 18 日的修订中，这些列车在户塚站停靠后，行车时间增加了，从这次时刻表修订开始，每 48 分钟发车一次，从 2010 年 12 月 4 日的修订开始，每 47 分钟发车一次。 列车发车时间为 19:48、20:48 和 21:49。 上野东京线开通后，这些列车继续从东京发车。
在湘南新宿线开通之前，部分列车也使用“湘南Liner”列车所用的全双层车厢的 215系列车运行，之后所有的班次使用的列车与普通列车均相同。自 2006 年 3 月 18 日修订时刻表以来，除部分列车外，包括宇都宫线内的区间，所有班次均使用 15 节车厢编组的列车。
在日本国有铁道时代，自 1981 年 10 月横须贺线开始分离运营后的时刻表修订以来，主要在节假日做为（视为临时列车）直通伊东线、伊豆急行线和御殿场线的快速列车运行。在 1984 年 2 月和 1985 年 3 月的时刻表修订中，东海道线内平日也只有一班上行列车和一班下行列车运行。不过，随着 1986 年 3 月 3 日时刻表的修订，平日的快速列车服务也停止了。与现在的 “Acty ”不同的是，它途经新桥站、户塚站、茅崎站、早川站和根府川川站（部分车站除外）。

2023年3月18日時刻表修訂，本列車結束服務。

## 使用車輛

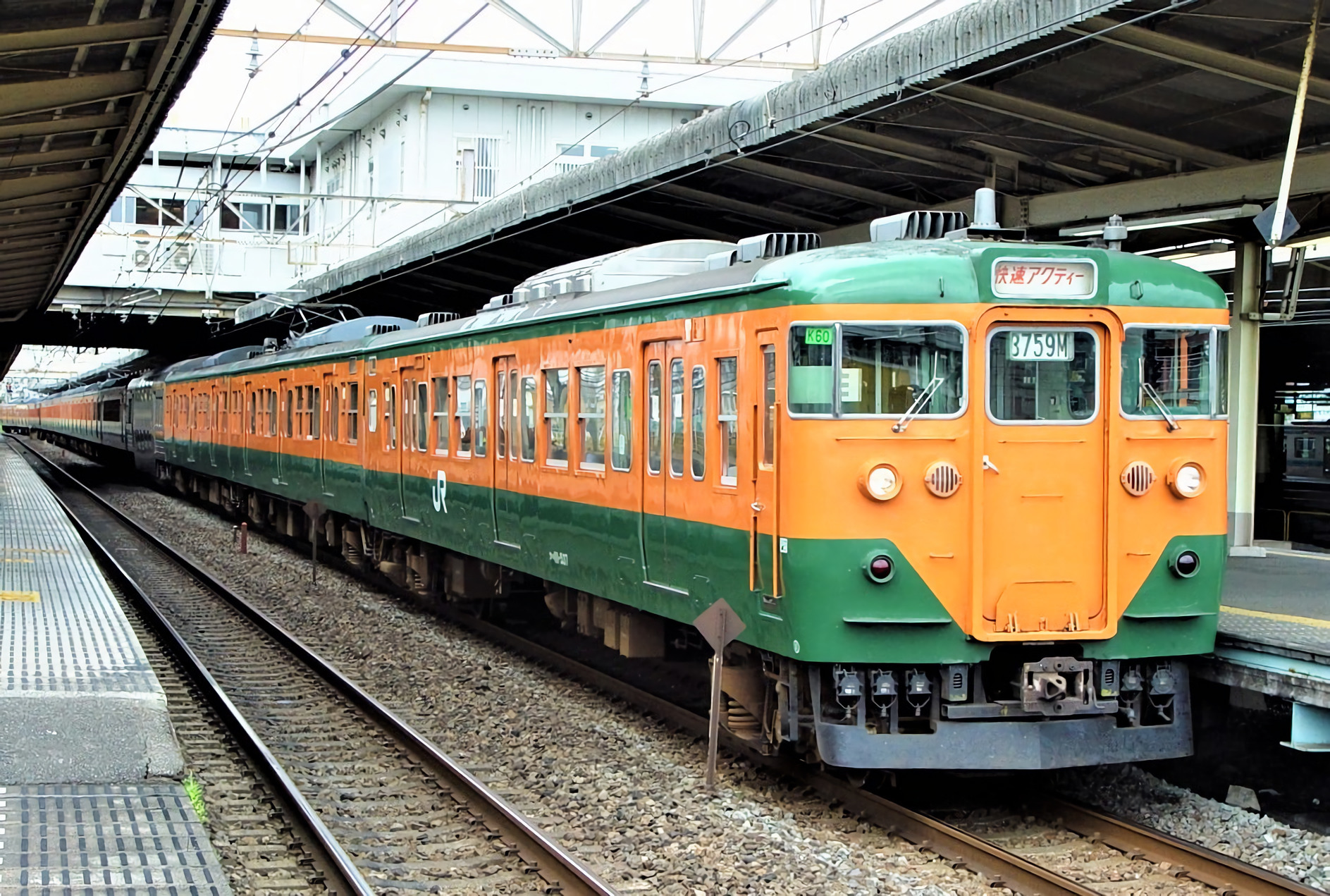
113系
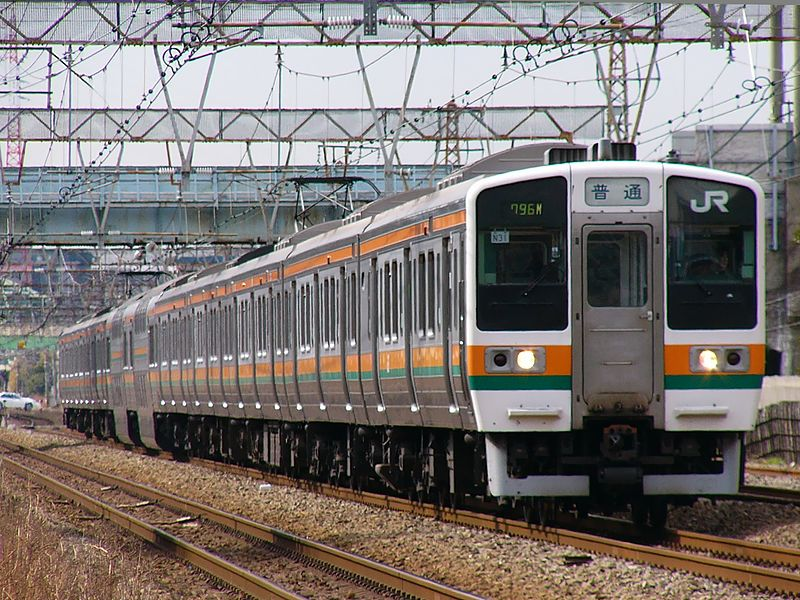
211系
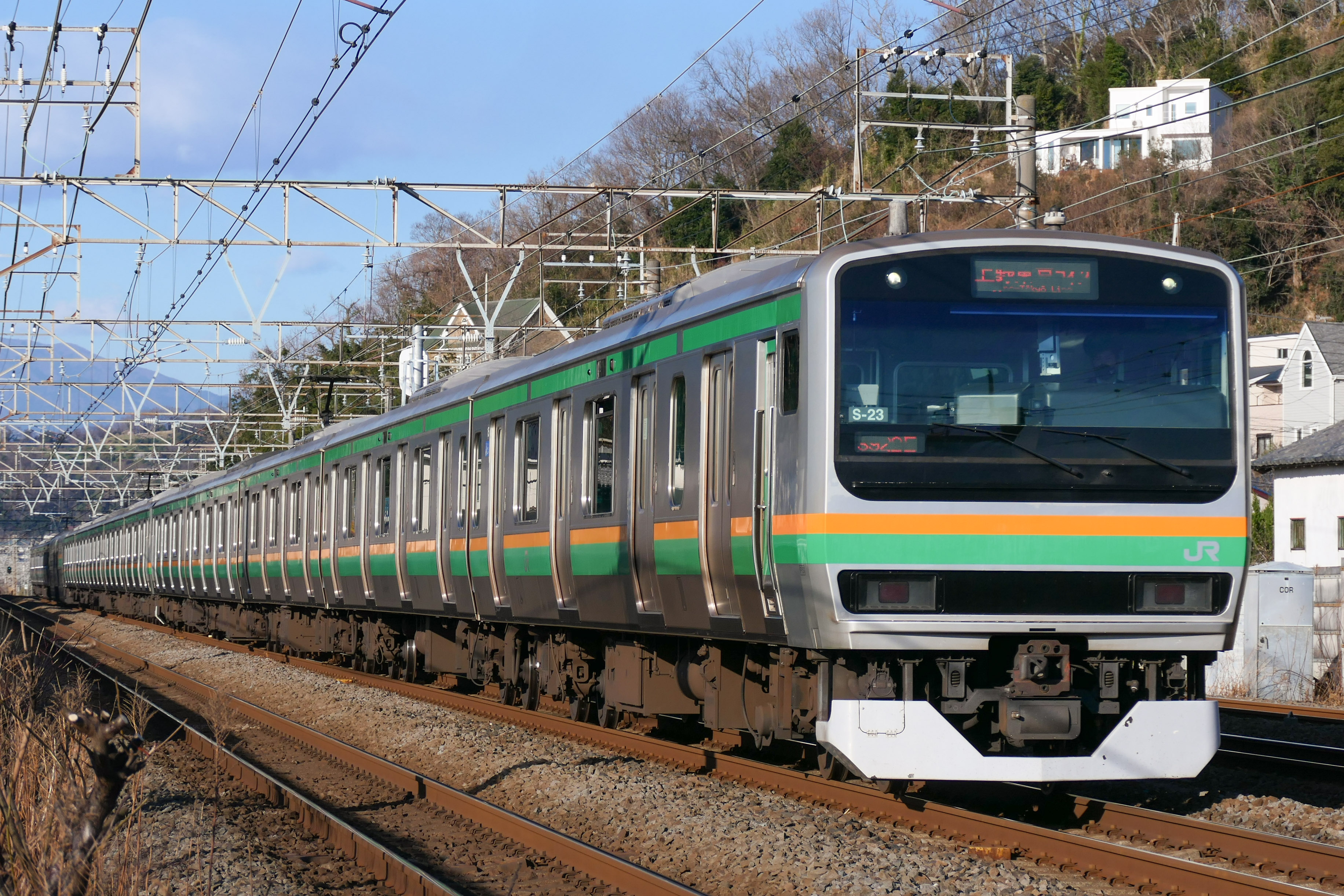
E231系近郊型
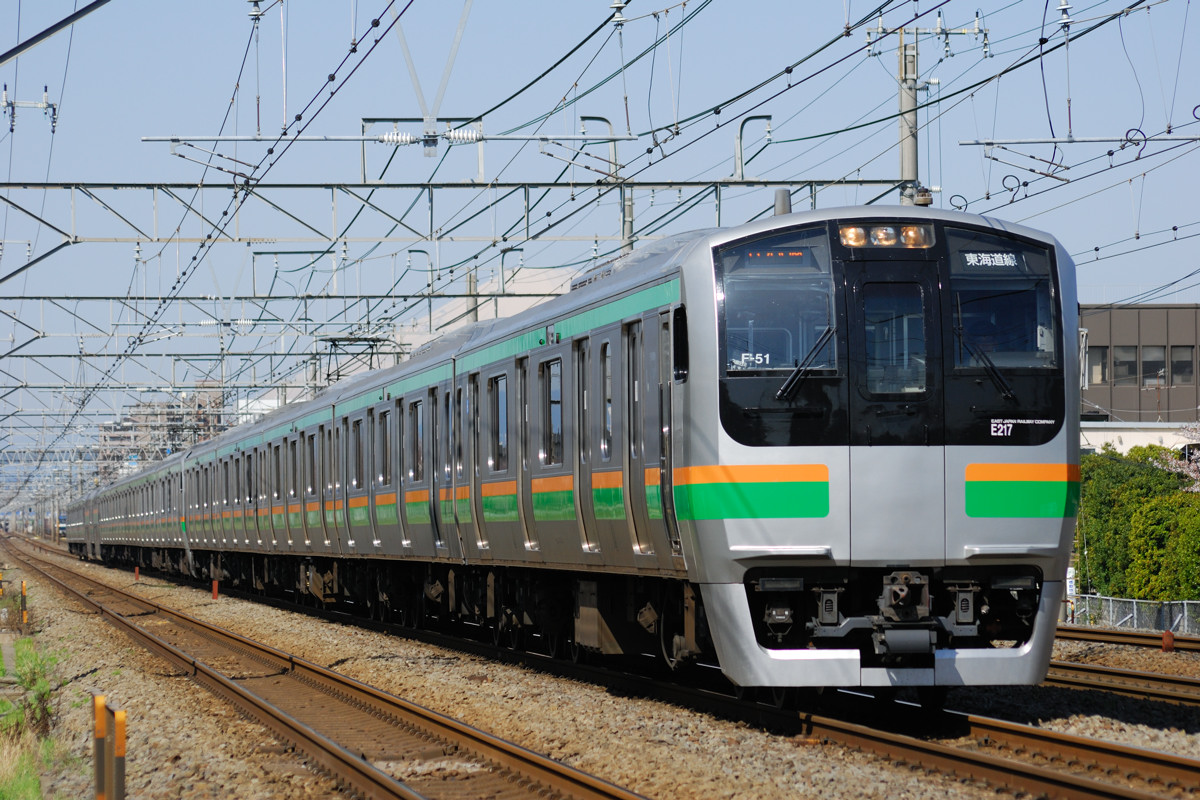
E217系
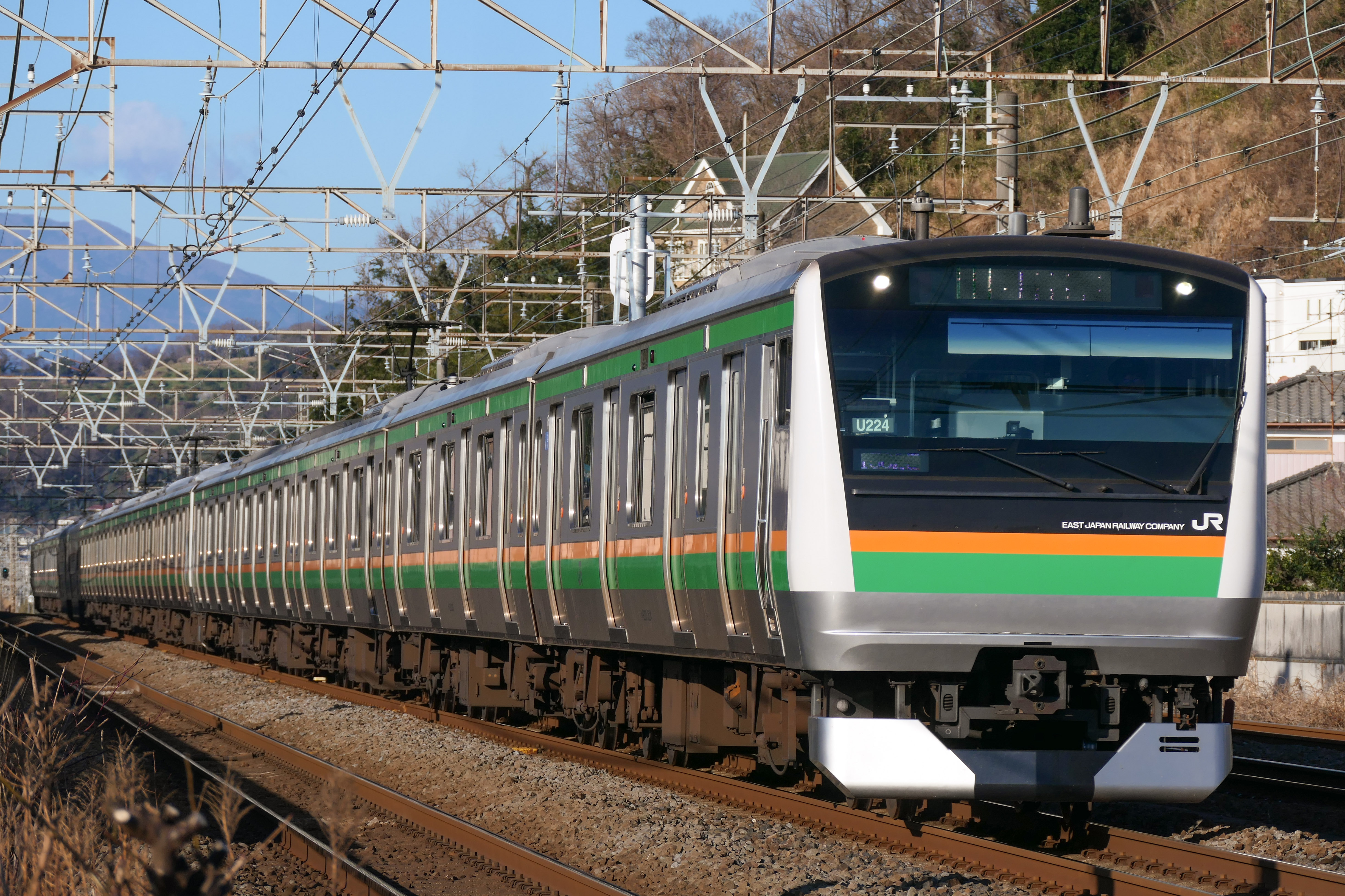
E233系3000番台
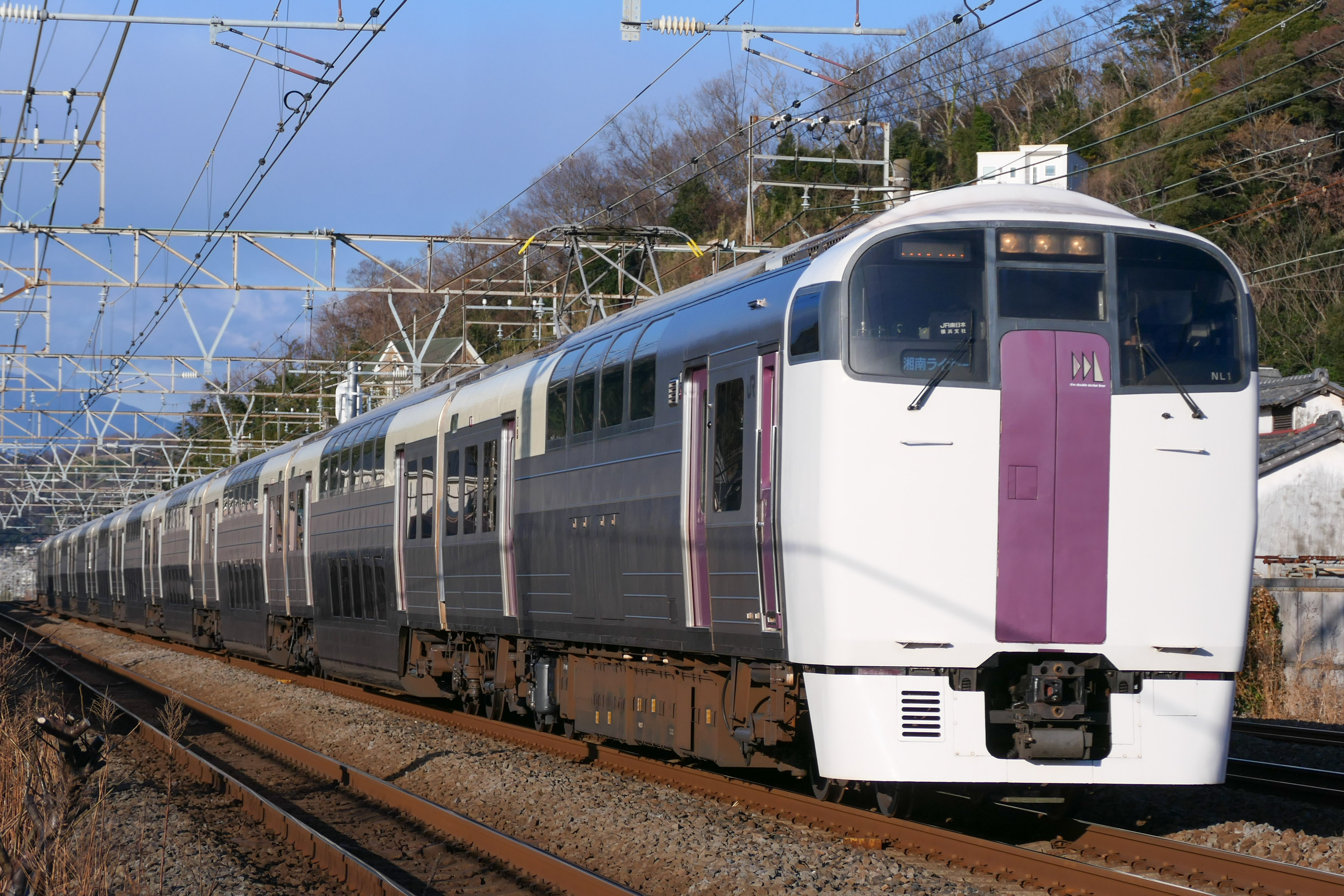
215系

下文列出了自 1950 年湘南电车登场以来，东京站与热海站之间的普通列车（包括快速列车）所使用的车辆。
东海道本线上，往返东京站的普通列车在太平洋战争结束前一直使用客车（指机车牵引客车车厢模式），1950 年登场的 80系列车将其改装为电车。 当时，电车只在城市近郊的短距离路段运行，而电车的长途运行则是前所未有的革命性创举，不仅在普通列车上运用了电车，还在准急列车上运用。后来，在 1958 年，153系（新造时91系）作为 80 系的后继出现了。它的使用范围很广，从普通列车到准急、急行列车都能使用。不过，80 系和 153 系都是单门、双门以及横排座椅列车，长期以来因拥挤而造成延误，从 1962 年起，开始采用双门、三门以及半横排座椅的 111系和113系列车。从日本国有铁道（JNR）末期到私有化后（20 世纪 80 年代末到 90 年代初）出现的 211系也继续使用了三车门车体，但容量更大的长座车厢比例有所增加。进入 21 世纪后，E231系、E217系和E233系开始采用更多车门的车厢（即4门车厢）， 2012 年 4 月 211系于本线的运营结束后，普通列车的车厢统一为四门（双层绿色车厢为两门）。
目前使用的车厢采用橙色和绿色（■■）一起涂装，俗称 “湘南色”，这是从 80 系列沿用至今的车身颜色。 在四线路段，这将列车与并行的横须贺线上的列车区分开来。湘南新宿线也使用相同的湘南色。车辆的编成方面，除了一部分列车，均使用15节编组和10节编组，车厢编号以热海一侧编号1号车、2号车...的顺序编号。4号车厢和5号车厢为双层的绿色车厢，其余车厢均为普通车厢。
自 113 系列车厢改装为长座车厢后，长座车厢的比例有所增加，以防止高峰时段的拥堵，但 E217系、E231系 和 E233系列车编组中的部分车厢为半横排座椅车厢（即横排座椅和长座椅并存）。在 15 节编组列车中，其13 节普通车厢中有 4 节或 6 节是半横排座椅车厢；在 10 节编组列车中，8 节标准车厢中有 2 节或 4 节是半横排座椅车厢；在 E217 系列中， 3 节是半横排座椅车厢。均设置了西式无障碍厕所。
下文罗列了用作普通列车的车辆类型，包括一些用作准急和急行列车的类型。此处列出的所有车辆均为电车。 其中，目前在普通列车上使用的车辆为 E231系 和 E233 系，自 2015 年 3 月起，这两种车辆会被同时使用（即联结编组共同运行）。直通于常磐线的车辆汇总在 “其他 ”中。
80系
该列车于 1950 年 3 月开始在东京站和沼津站之间运行，1950 年 10 月起还用于准急列车，目的是将传统上使用客车的普通列车转变成电车。列车由 10 节基本编组和 5 节附属编组（最初为 4 节）组成。1977 年，它被 111 和 113 系列取代，停止运营。
153系（新造时91系）
于 1958 年推登场，取代了 80 系，主要作为普通列车运营，但也广泛用于急行和准急列车。1982年停止运行
111系和113系
111 系是 1962 年推出的近郊形列车，1964 年，该列车发展为 113 系，配备了输出功率更大的电机，但内部设备仍与 111 系列相同。编组由 11 节基本编组 + 4 节附属编组组成。该列车于 2006 年停止运营 ，由 211 系列和 E231 系列列车取代。
211系
于 1986 年 3 月日本国有铁道末期时代投入运营的不锈钢车辆。编组由 10 辆基本编组 + 5 辆附属编组组成。从1989 年起，连接了双层绿色车厢，与 113 系列车类似。2012 年，由于被 E233系列车取代，运营终止 。
215系
双层的近郊型列车，从 1992 年开始制造，在 113 系和 211 系双层绿车的基础上，主要为长途乘客提供服务而提高了列车的运载能力和速度。自登场以来，它一直在“湘南Liner”等通勤Liner上运行。从出现到 2001 年，它还被用于白天时段的快速“Acty”，之后直到 2004 年还被用于湘南新宿线于新宿站折返的列车。2021 年 3 月 12 日，随着湘南Liner的停运，该型车的运行也宣告结束。
E231系近郊型
从 2000 年开始，这些列车作为 JR 东日本自己的列车生产，将传统的通勤型列车和近郊型列车合二为一，部署在东京首都圈的各条线路上，每条线路的型号都有所不同。在东海道线上，从 2001 年湘南新宿线开始运行时，开始使用不带绿车的近郊型车辆，从 2004 年开始，每列车配备两节双层绿车的车辆开始运行。车门数量为 4 个，与通勤型相同，也有担当直通进入 JR 东海管辖范围内沼津站的列车。
E217系
1994 年登场时，是横须贺线和总武快速线上出现的最初的四车门近郊型车辆，从 2006 年起，它的部分编组被改装成 10 节车厢 + 5 节车厢的编组，之后又被运用于东海道线。2015年3月时刻表修订后结束了在东海道线的运营。
E233系3000番台
这些列车以 E231 系列的设计为基础，作为具有冗余主设备的“容错”列车为东京都内的各条线路制造。为了确保横须贺线和总武快速线的备用车辆，上述 E217 系列被送回横须贺线・总武快速线，该型车于 2008 年和 2010 年在东海道线投入使用，以填补空缺。 从 2011 年到次年，又增加了更多列车来替换 211 系。 在东海道线上运行的车辆型号为3000番台，其内部设备与 E231 系列近郊型相似。 最初，它们只在往返东京站的系统中运行，但自 2015 年 3 月修订时刻表后，它们与 E231 系列共同担当列车班次，也在湘南新宿线系统运用。现在也担当直通进入JR东海管辖范围内的沼津站的列车
其他
曾经有72系和115系列车担当从御殿场线直通过来的列车，在本线的国府津站和小田原站之间运行。高崎线经东京站的直通列车也使用了 115 系列车，直到 1973 年每天运营一往返（不使用绿车）。部分用于特急、急行、准急车和其他优等列车的车辆有时也作为普通列车运营。前述的 80系、153系、155系、163系和165系列车，以及特急形列车185系（东京站至伊东站等列车，至2013年3月15日为止）以及JR东海的373系（东京站至静冈站之间，1996年至2012年3月为止）。这些车辆的车厢为两门车厢。至于 80 系列和 153 系，它们在湘南列车运行中发挥了大作用，因为它们更多用于普通列车运行，而不是担当准急和急行列车运行。 特别是在 1981 年至 1985 年期间，153、155、163 和 165 系列车的 12 节车厢编组的特急 “东海”和 4 节车厢编组的急行 “御殿场”会联结运行（东京站和国府津站之间），甚至有一段时期存在 16 节车厢编组的旅客列车（御殿场停运后不到 5 年就消失了）。
自 2015 年 3 月 14 日起，随着上野东京线的开通，常磐线的 E231系通勤型（无绿车。其中部分列车经由我孙子站直通成田线）和 E531系列车（品川站 - 取手站更远的地方）开始在东京站和品川站之间提供直通服务。
- 113系
- 211系
- E231系近郊型
- E217系
- E233系3000番台
- 215系

| 運行事業者 | 国鉄（ - 1987年） | 国鉄（ - 1987年） | 国鉄（ - 1987年） | 国鉄（ - 1987年） | 国鉄（ - 1987年） | 国鉄（ - 1987年） | 国鉄（ - 1987年） | 国鉄（ - 1987年） | 国鉄（ - 1987年） | 国鉄（ - 1987年） | 国鉄（ - 1987年） | 国鉄（ - 1987年） | 国鉄（ - 1987年） | 国鉄（ - 1987年） | 国鉄（ - 1987年） | 国鉄（ - 1987年） | 国鉄（ - 1987年） | 国鉄（ - 1987年） | 国鉄（ - 1987年） | 国鉄（ - 1987年） | 国鉄（ - 1987年） | 国鉄（ - 1987年） | 国鉄（ - 1987年） | 国鉄（ - 1987年） | 国鉄（ - 1987年） | 国鉄（ - 1987年） | 国鉄（ - 1987年） | 国鉄（ - 1987年） | 国鉄（ - 1987年） | 国鉄（ - 1987年） | 国鉄（ - 1987年） | 国鉄（ - 1987年） | 国鉄（ - 1987年） | 国鉄（ - 1987年） | 国鉄（ - 1987年） | 国鉄（ - 1987年） | 国鉄（ - 1987年） | JR東日本（1987年 - ） | JR東日本（1987年 - ） | JR東日本（1987年 - ） | JR東日本（1987年 - ） | JR東日本（1987年 - ） | JR東日本（1987年 - ） | JR東日本（1987年 - ） | JR東日本（1987年 - ） | JR東日本（1987年 - ） | JR東日本（1987年 - ） | JR東日本（1987年 - ） | JR東日本（1987年 - ） | JR東日本（1987年 - ） | JR東日本（1987年 - ） | JR東日本（1987年 - ） | JR東日本（1987年 - ） | JR東日本（1987年 - ） | JR東日本（1987年 - ） | JR東日本（1987年 - ） | JR東日本（1987年 - ） | JR東日本（1987年 - ） | JR東日本（1987年 - ） | JR東日本（1987年 - ） | JR東日本（1987年 - ） | JR東日本（1987年 - ） | JR東日本（1987年 - ） | JR東日本（1987年 - ） | JR東日本（1987年 - ） | JR東日本（1987年 - ） | JR東日本（1987年 - ） | JR東日本（1987年 - ） | JR東日本（1987年 - ） | JR東日本（1987年 - ） | JR東日本（1987年 - ） |          |          |          |          |          |          |          |          |          |
| 形式       | 1950年代          | 1950年代          | 1950年代          | 1950年代          | 1950年代          | 1950年代          | 1950年代          | 1950年代          | 1950年代          | 1950年代          | 1960年代          | 1960年代          | 1960年代          | 1960年代          | 1960年代          | 1960年代          | 1960年代          | 1960年代          | 1960年代          | 1960年代          | 1970年代          | 1970年代          | 1970年代          | 1970年代          | 1970年代          | 1970年代          | 1970年代          | 1970年代          | 1970年代          | 1970年代          | 1980年代          | 1980年代          | 1980年代          | 1980年代          | 1980年代          | 1980年代          | 1980年代          | 1980年代              | 1980年代              | 1980年代              | 1990年代              | 1990年代              | 1990年代              | 1990年代              | 1990年代              | 1990年代              | 1990年代              | 1990年代              | 1990年代              | 1990年代              | 2000年代              | 2000年代              | 2000年代              | 2000年代              | 2000年代              | 2000年代              | 2000年代              | 2000年代              | 2000年代              | 2000年代              | 2010年代              | 2010年代              | 2010年代              | 2010年代              | 2010年代              | 2010年代              | 2010年代              | 2010年代              | 2010年代              | 2010年代              | 2020年代              | 2020年代 | 2020年代 | 2020年代 | 2020年代 | 2020年代 | 2020年代 | 2020年代 | 2020年代 | 2020年代 |
| 80系       | 1950年-1977年     | 1950年-1977年     | 1950年-1977年     | 1950年-1977年     | 1950年-1977年     | 1950年-1977年     | 1950年-1977年     | 1950年-1977年     | 1950年-1977年     | 1950年-1977年     | 1950年-1977年     | 1950年-1977年     | 1950年-1977年     | 1950年-1977年     | 1950年-1977年     | 1950年-1977年     | 1950年-1977年     | 1950年-1977年     | 1950年-1977年     | 1950年-1977年     | 1950年-1977年     | 1950年-1977年     | 1950年-1977年     | 1950年-1977年     | 1950年-1977年     | 1950年-1977年     | 1950年-1977年     | 1950年-1977年     |                   |                   |                   |                   |                   |                   |                   |                   |                   |                       |                       |                       |                       |                       |                       |                       |                       |                       |                       |                       |                       |                       |                       |                       |                       |                       |                       |                       |                       |                       |                       |                       |                       |                       |                       |                       |                       |                       |                       |                       |                       |                       |                       |          |          |          |          |          |          |          |          |          |
| 153系      |                   |                   |                   |                   |                   |                   |                   |                   | 1958年-1983年     | 1958年-1983年     | 1958年-1983年     | 1958年-1983年     | 1958年-1983年     | 1958年-1983年     | 1958年-1983年     | 1958年-1983年     | 1958年-1983年     | 1958年-1983年     | 1958年-1983年     | 1958年-1983年     | 1958年-1983年     | 1958年-1983年     | 1958年-1983年     | 1958年-1983年     | 1958年-1983年     | 1958年-1983年     | 1958年-1983年     | 1958年-1983年     | 1958年-1983年     | 1958年-1983年     | 1958年-1983年     | 1958年-1983年     | 1958年-1983年     | 1958年-1983年     |                   |                   |                   |                       |                       |                       |                       |                       |                       |                       |                       |                       |                       |                       |                       |                       |                       |                       |                       |                       |                       |                       |                       |                       |                       |                       |                       |                       |                       |                       |                       |                       |                       |                       |                       |                       |                       |          |          |          |          |          |          |          |          |          |
| 111・113系 |                   |                   |                   |                   |                   |                   |                   |                   |                   |                   |                   |                   | 1962年-2006年     | 1962年-2006年     | 1962年-2006年     | 1962年-2006年     | 1962年-2006年     | 1962年-2006年     | 1962年-2006年     | 1962年-2006年     | 1962年-2006年     | 1962年-2006年     | 1962年-2006年     | 1962年-2006年     | 1962年-2006年     | 1962年-2006年     | 1962年-2006年     | 1962年-2006年     | 1962年-2006年     | 1962年-2006年     | 1962年-2006年     | 1962年-2006年     | 1962年-2006年     | 1962年-2006年     | 1962年-2006年     | 1962年-2006年     | 1962年-2006年     | 1962年-2006年         | 1962年-2006年         | 1962年-2006年         | 1962年-2006年         | 1962年-2006年         | 1962年-2006年         | 1962年-2006年         | 1962年-2006年         | 1962年-2006年         | 1962年-2006年         | 1962年-2006年         | 1962年-2006年         | 1962年-2006年         | 1962年-2006年         | 1962年-2006年         | 1962年-2006年         | 1962年-2006年         | 1962年-2006年         | 1962年-2006年         | 1962年-2006年         |                       |                       |                       |                       |                       |                       |                       |                       |                       |                       |                       |                       |                       |                       |          |          |          |          |          |          |          |          |          |
| 211系      |                   |                   |                   |                   |                   |                   |                   |                   |                   |                   |                   |                   |                   |                   |                   |                   |                   |                   |                   |                   |                   |                   |                   |                   |                   |                   |                   |                   |                   |                   |                   |                   |                   |                   |                   |                   | 1986年-2012年     | 1986年-2012年         | 1986年-2012年         | 1986年-2012年         | 1986年-2012年         | 1986年-2012年         | 1986年-2012年         | 1986年-2012年         | 1986年-2012年         | 1986年-2012年         | 1986年-2012年         | 1986年-2012年         | 1986年-2012年         | 1986年-2012年         | 1986年-2012年         | 1986年-2012年         | 1986年-2012年         | 1986年-2012年         | 1986年-2012年         | 1986年-2012年         | 1986年-2012年         | 1986年-2012年         | 1986年-2012年         | 1986年-2012年         | 1986年-2012年         | 1986年-2012年         | 1986年-2012年         |                       |                       |                       |                       |                       |                       |                       |                       |          |          |          |          |          |          |          |          |          |
| 215系      |                   |                   |                   |                   |                   |                   |                   |                   |                   |                   |                   |                   |                   |                   |                   |                   |                   |                   |                   |                   |                   |                   |                   |                   |                   |                   |                   |                   |                   |                   |                   |                   |                   |                   |                   |                   |                   |                       |                       |                       |                       |                       | 1992年-2021年         | 1992年-2021年         | 1992年-2021年         | 1992年-2021年         | 1992年-2021年         | 1992年-2021年         | 1992年-2021年         | 1992年-2021年         | 1992年-2021年         | 1992年-2021年         | 1992年-2021年         | 1992年-2021年         | 1992年-2021年         | 1992年-2021年         | 1992年-2021年         | 1992年-2021年         | 1992年-2021年         | 1992年-2021年         | 1992年-2021年         | 1992年-2021年         | 1992年-2021年         | 1992年-2021年         | 1992年-2021年         | 1992年-2021年         | 1992年-2021年         | 1992年-2021年         | 1992年-2021年         | 1992年-2021年         | 1992年-2021年         |          |          |          |          |          |          |          |          |          |
| E231系     |                   |                   |                   |                   |                   |                   |                   |                   |                   |                   |                   |                   |                   |                   |                   |                   |                   |                   |                   |                   |                   |                   |                   |                   |                   |                   |                   |                   |                   |                   |                   |                   |                   |                   |                   |                   |                   |                       |                       |                       |                       |                       |                       |                       |                       |                       |                       |                       |                       |                       |                       | 2001年-               | 2001年-               | 2001年-               | 2001年-               | 2001年-               | 2001年-               | 2001年-               | 2001年-               | 2001年-               | 2001年-               | 2001年-               | 2001年-               | 2001年-               | 2001年-               | 2001年-               | 2001年-               | 2001年-               | 2001年-               | 2001年-               | 2001年-               |          |          |          |          |          |          |          |          |          |
| E217系     | 2006年-2015年     | 2006年-2015年     | 2006年-2015年     | 2006年-2015年     | 2006年-2015年     | 2006年-2015年     | 2006年-2015年     | 2006年-2015年     | 2006年-2015年     | 2006年-2015年     | 2006年-2015年     | 2006年-2015年     | 2006年-2015年     | 2006年-2015年     | 2006年-2015年     | 2006年-2015年     | 2006年-2015年     | 2006年-2015年     | 2006年-2015年     | 2006年-2015年     | 2006年-2015年     | 2006年-2015年     | 2006年-2015年     | 2006年-2015年     | 2006年-2015年     | 2006年-2015年     | 2006年-2015年     | 2006年-2015年     | 2006年-2015年     | 2006年-2015年     | 2006年-2015年     | 2006年-2015年     | 2006年-2015年     | 2006年-2015年     | 2006年-2015年     | 2006年-2015年     | 2006年-2015年     | 2006年-2015年         | 2006年-2015年         | 2006年-2015年         | 2006年-2015年         | 2006年-2015年         | 2006年-2015年         | 2006年-2015年         | 2006年-2015年         | 2006年-2015年         | 2006年-2015年         | 2006年-2015年         | 2006年-2015年         | 2006年-2015年         | 2006年-2015年         | 2006年-2015年         | 2006年-2015年         | 2006年-2015年         | 2006年-2015年         | 2006年-2015年         |                       |                       |                       |                       |                       |                       |                       |                       |                       |                       |                       |                       |                       |                       |                       |          |          |          |          |          |          |          |          |          |
| E233系     |                   |                   |                   |                   |                   |                   |                   |                   |                   |                   |                   |                   |                   |                   |                   |                   |                   |                   |                   |                   |                   |                   |                   |                   |                   |                   |                   |                   |                   |                   |                   |                   |                   |                   |                   |                   |                   |                       |                       |                       |                       |                       |                       |                       |                       |                       |                       |                       |                       |                       |                       |                       |                       |                       |                       |                       |                       |                       | 2008年-               | 2008年-               | 2008年-               | 2008年-               | 2008年-               | 2008年-               | 2008年-               | 2008年-               | 2008年-               | 2008年-               | 2008年-               | 2008年-               | 2008年-               |          |          |          |          |          |          |          |          |          |

## 車站列表
此節顯示東京－熱海（來宮）段的東海道線停車站與營業距離、接續路線、停車列車的列表，和過去曾存在的接續路線。廢站、廢止信號場參見「東海道本線」。
- 特定都區市內：＝東京山手線內、＝東京都區内、＝橫濱市內
- 停車站
  - 普通：停靠東京－熱海所有車站
  - 快速（各種）：标记“●”、“■”的車站会停車、标记“｜”的車站不停车通過
    - 湘南新宿線：标记“■”的車站在橫須賀線月台停靠、标记“||”的車站列车不途經

  - 常磐線直通：停靠東京－品川所有車站
  - 特急（舞孃·Saphir舞孃·日出瀨戶·日出出雲·常陸·常盤）：參見各列車條目
- 接續路線：東京－大船的東日本旅客鐵道路線名為運行系統上的名稱（與正式路線名不同）。

| 車站編號     | 中文站名     | 日文站名     | 英文站名     | 站間營業距離 | 累計營業距離 | 湘南新宿線 | 湘南新宿線 | 接續路線 | 所在地 | 所在地 | |
| 車站編號     | 中文站名     | 日文站名     | 英文站名     | 站間營業距離 | 累計營業距離 | 快速 | 特別快速 | 接續路線 | 所在地 | 所在地 | |
| ------------ | ------------ | ------------ | ------------ | ------------ | --- | --- | --- | --- | --- | --- | --- |
| 直通運行路段 | 直通運行路段 | 直通運行路段 | 直通運行路段 | 直通運行路段 | ■上野東京線：自东京站途經上野站、 宇都宮線大宫站 ■直通至宇都宮线宇都宮站 ■途经高崎線高崎站■直通至两毛线前桥站 途经常磐线（快速）取手站直通至■常磐线高萩站（只有一部分特急会开往磐城站・仙台站） 途经常磐线（快速）我孙子站直通至■成田线我孙子支线成田站 | ■上野東京線：自东京站途經上野站、 宇都宮線大宫站 ■直通至宇都宮线宇都宮站 ■途经高崎線高崎站■直通至两毛线前桥站 途经常磐线（快速）取手站直通至■常磐线高萩站（只有一部分特急会开往磐城站・仙台站） 途经常磐线（快速）我孙子站直通至■成田线我孙子支线成田站 | ■上野東京線：自东京站途經上野站、 宇都宮線大宫站 ■直通至宇都宮线宇都宮站 ■途经高崎線高崎站■直通至两毛线前桥站 途经常磐线（快速）取手站直通至■常磐线高萩站（只有一部分特急会开往磐城站・仙台站） 途经常磐线（快速）我孙子站直通至■成田线我孙子支线成田站 | ■上野東京線：自东京站途經上野站、 宇都宮線大宫站 ■直通至宇都宮线宇都宮站 ■途经高崎線高崎站■直通至两毛线前桥站 途经常磐线（快速）取手站直通至■常磐线高萩站（只有一部分特急会开往磐城站・仙台站） 途经常磐线（快速）我孙子站直通至■成田线我孙子支线成田站 | ■上野東京線：自东京站途經上野站、 宇都宮線大宫站 ■直通至宇都宮线宇都宮站 ■途经高崎線高崎站■直通至两毛线前桥站 途经常磐线（快速）取手站直通至■常磐线高萩站（只有一部分特急会开往磐城站・仙台站） 途经常磐线（快速）我孙子站直通至■成田线我孙子支线成田站 | ■上野東京線：自东京站途經上野站、 宇都宮線大宫站 ■直通至宇都宮线宇都宮站 ■途经高崎線高崎站■直通至两毛线前桥站 途经常磐线（快速）取手站直通至■常磐线高萩站（只有一部分特急会开往磐城站・仙台站） 途经常磐线（快速）我孙子站直通至■成田线我孙子支线成田站 | ■上野東京線：自东京站途經上野站、 宇都宮線大宫站 ■直通至宇都宮线宇都宮站 ■途经高崎線高崎站■直通至两毛线前桥站 途经常磐线（快速）取手站直通至■常磐线高萩站（只有一部分特急会开往磐城站・仙台站） 途经常磐线（快速）我孙子站直通至■成田线我孙子支线成田站 |
| 直通運行路段 | 直通運行路段 | 直通運行路段 | 直通運行路段 | 直通運行路段 | 湘南新宿線：自横滨站途经武藏小杉站、新宿站、大宫站 途經高崎線高崎站直通至■兩毛線前橋站 | | | | | | |
| JT01         | 東京         |              |              | -            | 0.0 | \|\| | \|\| | 東日本旅客鐵道： 東北新幹線、山形新幹線、秋田新幹線、上越新幹線、北陸新幹線、■上野東京線（直通 宇都宮線、 高崎線、 常磐線）（JU01）、 中央線（JC01）、 山手線（JY01）、 京濱東北線（JK26）、 橫須賀·總武快速線（JO19）、 京葉線（JE01） 東海旅客鐵道： 東海道新幹線 東京地下鐵： 丸之內線（M-17） 東京地下鐵： 東西線 ⇒大手町（T-09） 東京地下鐵： 千代田線 ⇒二重橋前（C-10） 都營地下鐵： 三田線 ⇒大手町（I-09） | 東京都 | 千代田區 | |
| JT02         | 新橋         |              |              | 1.9          | 1.9 | \|\| | \|\| | 東日本旅客鐵道： 山手線（JY29）、 京濱東北線（JK24）、 橫須賀·總武快速線（JO18） 東京地下鐵： 銀座線（G-08） 都營地下鐵： 淺草線（A-10） 百合鷗： 臨海線（U-01） | 東京都 | 港區 | |
| JT03         | 品川         |              |              | 4.9          | 6.8 | \|\| | \|\| | 東日本旅客鐵道： 山手線（JY25）、 京濱東北線（JK20）、 橫須賀·總武快速線（JO17） 東海旅客鐵道： 東海道新幹線 京濱急行電鐵： 本線（KK01） | 東京都 | 港區 | |
| JT04         | 川崎         |              |              | 11.4         | 18.2 | \|\| | \|\| | 東日本旅客鐵道： 京濱東北線（JK16）、 南武線（JN01） 京濱急行電鐵： 本線、 大師線 ⇒京急川崎（KK20） | 神奈川縣 | 川崎市 川崎區 | |
| JT05         | 橫濱         |              |              | 10.6         | 28.8 | ■ | ■ | 東日本旅客鐵道： 京濱東北線、 橫濱線、 根岸線（JK12）、 橫須賀·總武快速線（JO13）、 湘南新宿線（JS13） 東急電鐵： 東橫線（TY21） 京濱急行電鐵： 本線（KK37） 相模鐵道： 本線（SO01） 橫濱市營地下鐵： 藍線（3號線）（B20） 橫濱高速鐵道： 港未來線（MM01） | 神奈川縣 | 橫濱市 西區 | |
| JT06         | 戶塚         |              |              | 12.1         | 40.9 | ■ | ■ | 東日本旅客鐵道： 橫須賀·總武快速線（JO10）、 湘南新宿線（JS10） 橫濱市營地下鐵： 藍線（1號線）（B06） | 神奈川縣 | 橫濱市 戶塚區 | |
| JT07         | 大船         |              |              | 5.6          | 46.5 | ● | ● | 東日本旅客鐵道： 橫須賀·總武快速線（JO09）、 湘南新宿線（JS09）、 根岸線（JK01） 湘南單軌電車：江之島線 | 神奈川縣 | 鎌倉市 | |
| JT08         | 藤澤         |              |              | 4.6          | 51.1 | ● | ● | 小田急電鐵： 江之島線（OE13） 江之島電鐵： 江之島電鐵線（EN01） | 神奈川縣 | 藤澤市 | |
| JT09         | 辻堂         |              |              | 3.7          | 54.8 | ● | ｜ | | 神奈川縣 | 藤澤市 | |
| JT10         | 茅崎         |              |              | 3.8          | 58.6 | ● | ● | 東日本旅客鐵道：■相模線 | 神奈川縣 | 茅崎市 | |
| JT11         | 平塚         |              |              | 5.2          | 63.8 | ● | ● | | 神奈川縣 | 平塚市 | |
| JT12         | 大磯         |              |              | 4.0          | 67.8 | ● | ｜ | | 神奈川縣 | 中郡大磯町 | |
| JT13         | 二宮         |              |              | 5.3          | 73.1 | ● | ｜ | | 神奈川縣 | 中郡二宮町 | |
| JT14         | 國府津       |              |              | 4.6          | 77.7 | ● | ● | 東海旅客鐵道： 御殿場線（CB00） | 神奈川縣 | 小田原市 | |
| JT15         | 鴨宮         |              |              | 3.1          | 80.8 | ● | ｜ | | 神奈川縣 | 小田原市 | |
| JT16         | 小田原       |              |              | 3.1          | 83.9 | ● | ● | 東日本旅客鐵道：東海道貨物線〈東戶塚－小田原與旅客線並線〉 東海旅客鐵道： 東海道新幹線 小田急電鐵： 小田原線（OH47） 箱根登山鐵道： 鐵道線（OH47） 伊豆箱根鐵道： 大雄山線（ID01） | 神奈川縣 | 小田原市 | |
| JT17         | 早川         |              |              | 2.1          | 86.0 | | | | 神奈川縣 | 小田原市 | |
| JT18         | 根府川       |              |              | 4.4          | 90.4 | | | | 神奈川縣 | 小田原市 | |
| JT19         | 真鶴         |              |              | 5.4          | 95.8 | | | | 神奈川縣 | 足柄下郡 真鶴町 | |
| JT20         | 湯河原       |              |              | 3.3          | 99.1 | | | | 神奈川縣 | 足柄下郡 湯河原町 | |
| JT21         | 熱海         |              |              | 5.5          | 104.6 | | | 東日本旅客鐵道： 伊東線 東海旅客鐵道： 東海道新幹線、 東海道本線（CA00） | 靜岡縣 熱海市 | 靜岡縣 熱海市 | |

1. ↑  横滨线的起点站其实是东神奈川站，但主要在白天时段，其列车会通过京滨东北线的线路进入横滨站。
2. ↑  大船站部分位於橫濱市榮區。站房所在地為鎌倉市。參見條目本身。

### 過去的接續路線
| 中文站名 | 日文站名 | 接續路線                         | 廢除年月日                          |
| -------- | -------- | -------------------------------- | ----------------------------------- |
| 大船     |          | 夢想開發：夢想樂園線（單軌電車） | 1967年9月27日休止 2003年9月18日廢除 |
| 小田原   |          | 箱根登山鐵道：小田原市內線       | 1956年6月1日廢除                    |